# Zond 7
La Zond 7 è stata una sonda sovietica del Programma Zond. La missione prevedeva lo studio della Luna e dello spazio ad essa circostante, ottenere fotografie a colori della Terra e della Luna da varie distanze e testare i sistemi della sonda. La massa asciutta in orbita era di 5979 kg.

## La missione
La sonda venne lanciata il 7 agosto 1969 alle 23:48:06 UTC dal Cosmodromo di Bajkonur attraverso un razzo Proton. La Zond 7 fotografò la Terra il 9 agosto ed effettuò due sessioni fotografiche alla Luna l'11 agosto da una distanza di 1984,6 km. Scattò 35 fotografie su una pellicola pancromatica. Sulla sonda c'era anche un manichino usato per studiare gli effetti delle radiazioni cosmiche sull'organismo umano, che fu usato l'anno successivo anche sul satellite artificiale Cosmos 368.
La Zond 7 rientrò nell'atmosfera terrestre il 14 agosto 1969 attraverso uno skip reentry nella regione prestabilita, a sud di Qostanaj, in Kazakistan.